# ジョシュ・ジェイコブス
ジョシュア・ジェイコブス（Joshua Jacobs, 1998年2月11日 - ）は、アメリカ合衆国オクラホマ州タルサ出身のプロアメリカンフットボール選手。NFLのグリーンベイ・パッカーズに所属している。ポジションはランニングバック。

## 経歴

### カレッジ
アラバマ大学に進学し、2年目の2017年シーズンは足首を骨折した状態で試合に出続けた。このシーズン、チームはCFPナショナルチャンピオンシップで優勝した。
3年目の2018年シーズン、ジョージア大学とのSECチャンピオンシップでは83ラン獲得ヤード、2つのタッチダウンを記録して勝利に貢献し、MVPを受賞した。このシーズン終了後、2019年のNFLドラフトにアーリーエントリーした。

### オークランド / ラスベガス・レイダース
ドラフト全体24位でオークランド・レイダースから指名され、その後ルーキー契約を結んだ。

#### 2019年シーズン
開幕から主力として活躍し、最初の8試合で740ラン獲得ヤードを記録。マーカス・アレンが保持していたレイダースのルーキー記録を更新した。シーズン最後の3試合は肩の怪我により欠場した。このシーズンは1,150ラン獲得ヤード、7つのタッチダウンを記録し、NFLオールルーキーチームに選出された。また、NFLが発表したTop100プレイヤーランキングでは72位にランクインした。

#### 2020年シーズン
このシーズンもランオフェンスの中心として1,065ラン獲得ヤード、12のタッチダウンを記録し、自身初となるプロボウルに選出された。Top100プレイヤーランキングでは68位にランクインした。

#### 2021年シーズン
このシーズンは872ラン獲得ヤード、9つのタッチダウンを記録したが、プロ入り以降初めてシーズン1,000ラン獲得ヤードを下回った。

#### 2022年シーズン
開幕前にレイダースから5年目の契約オプションを破棄され、シーズン終了後にFAになることが決まった。
シーズンでは開幕から好調で、第4週のデンバー・ブロンコス戦で自己最多の144ラン獲得ヤードを記録し、翌週のカンザスシティ・チーフス戦でそれを上回る155ラン獲得ヤードを記録した。第12週のシアトル・シーホークス戦では229ラン獲得ヤード、74レシーブ獲得ヤードを記録し、オーバータイムに決勝点となるタッチダウンを決めて勝利に貢献した。この活躍により、AFCの週間最優秀選手に選出された。
最終的にリーグ最多となる1,653ラン獲得ヤードを記録し、初のオールプロファーストチームに選出された。オフにレイダースからフランチャイズタグを指定され、その後1年1,200万ドルで契約更改した。

### グリーンベイ・パッカーズ
2024年3月14日にグリーンベイ・パッカーズと4年総額4,800万ドルの契約を結んだ。

## 家族
弟のアイザイア・ジェイコブスもアメリカンフットボール選手で、現在はインディペンデンス・コミュニティカレッジでプレーしている。
フィリピン系アメリカ人であり、左手の甲にフィリピン出身の祖母の肖像画のタトゥーを入れている。

## 詳細情報

### 年度別成績
| Legend | Legend       |
| ------ | ------------ |
|        | リーグ最高   |
| 太字   | キャリアハイ |

#### レギュラーシーズン
| シーズン | チーム | 試合 | 試合 | ラン  | ラン  | ラン | ラン | ラン | レシーブ | レシーブ | レシーブ | レシーブ | レシーブ | ファンブル | ファンブル |
| シーズン | チーム | GP   | GS   | Att   | Yds   | Avg  | Lng  | TD   | Rec      | Yds      | Avg      | Lng      | TD       | Fum        | Lost       |
| -------- | ------ | ---- | ---- | ----- | ----- | ---- | ---- | ---- | -------- | -------- | -------- | -------- | -------- | ---------- | ---------- |
| 2019     | OAK    | 13   | 13   | 242   | 1,150 | 4.8  | 51   | 7    | 20       | 166      | 8.3      | 28       | 0        | 1          | 1          |
| 2020     | LV     | 15   | 15   | 273   | 1,065 | 3.9  | 28   | 12   | 33       | 238      | 7.2      | 29       | 0        | 2          | 2          |
| 2021     | LV     | 15   | 14   | 217   | 872   | 4.0  | 28   | 9    | 54       | 348      | 6.4      | 29       | 0        | 2          | 2          |
| 2022     | LV     | 17   | 17   | 340   | 1,653 | 4.9  | 86   | 12   | 53       | 400      | 7.5      | 43       | 0        | 3          | 1          |
| 2023     | LV     | 13   | 13   | 233   | 805   | 3.5  | 63   | 6    | 37       | 296      | 8.0      | 21       | 0        | 3          | 1          |
| 2024     | GB     | 17   | 17   | 301   | 1,329 | 4.4  | 38   | 15   | 36       | 342      | 9.5      | 49       | 1        | 4          | 3          |
| 通算     | 通算   | 90   | 89   | 1,606 | 6,874 | 4.3  | 86   | 61   | 233      | 1,790    | 7.7      | 49       | 1        | 15         | 10         |

#### ポストシーズン
| シーズン | チーム | 試合 | 試合 | ラン | ラン | ラン | ラン | ラン | レシーブ | レシーブ | レシーブ | レシーブ | レシーブ | ファンブル | ファンブル |
| シーズン | チーム | GP   | GS   | Att  | Yds  | Avg  | Lng  | TD   | Rec      | Yds      | Avg      | Lng      | TD       | Fum        | Lost       |
| -------- | ------ | ---- | ---- | ---- | ---- | ---- | ---- | ---- | -------- | -------- | -------- | -------- | -------- | ---------- | ---------- |
| 2021     | LV     | 1    | 1    | 13   | 83   | 6.4  | 35   | 0    | 4        | 44       | 11.0     | 15       | 0        | 0          | 0          |
| 2024     | GB     | 1    | 1    | 18   | 81   | 4.5  | 31   | 1    | 3        | 40       | 13.3     | 15       | 0        | 1          | 0          |
| 通算     | 通算   | 2    | 2    | 31   | 164  | 5.3  | 35   | 1    | 7        | 84       | 12.0     | 15       | 0        | 1          | 0          |

### レイダース記録
- 1試合あたりの最多ラン獲得ヤード：86
- キャリア最初の2年間での最多ラン獲得ヤード：2,215
- ルーキーのシーズン最多先発出場数：15
- ルーキーのシーズン最多ラン回数：273
- ルーキーのシーズン最多ラン獲得ヤード：1,150
- ルーキーの1試合あたりの最多ラン獲得ヤード：88.5